# Kim Min-seok (zapaśnik)
Kim Min-seok (kor.김민석; ur. 9 lutego 1993) – południowokoreański zapaśnik walczący w stylu klasycznym. Olimpijczyk z Tokio 2020, gdzie zajął czternaste miejsce w kategorii 130 kg.
Brązowy medalista mistrzostw świata w 2018, a także igrzysk azjatyckich w 2018 i 2022. Wicemistrz Azji w 2020, 2022 i 2024; trzeci w 2017. Mistrz Azji juniorów i trzeci na MŚ juniorów w 2013 roku.
Absolwent Kyungsung University w Pusan.